# テキスタイル・スーク (ドバイ)

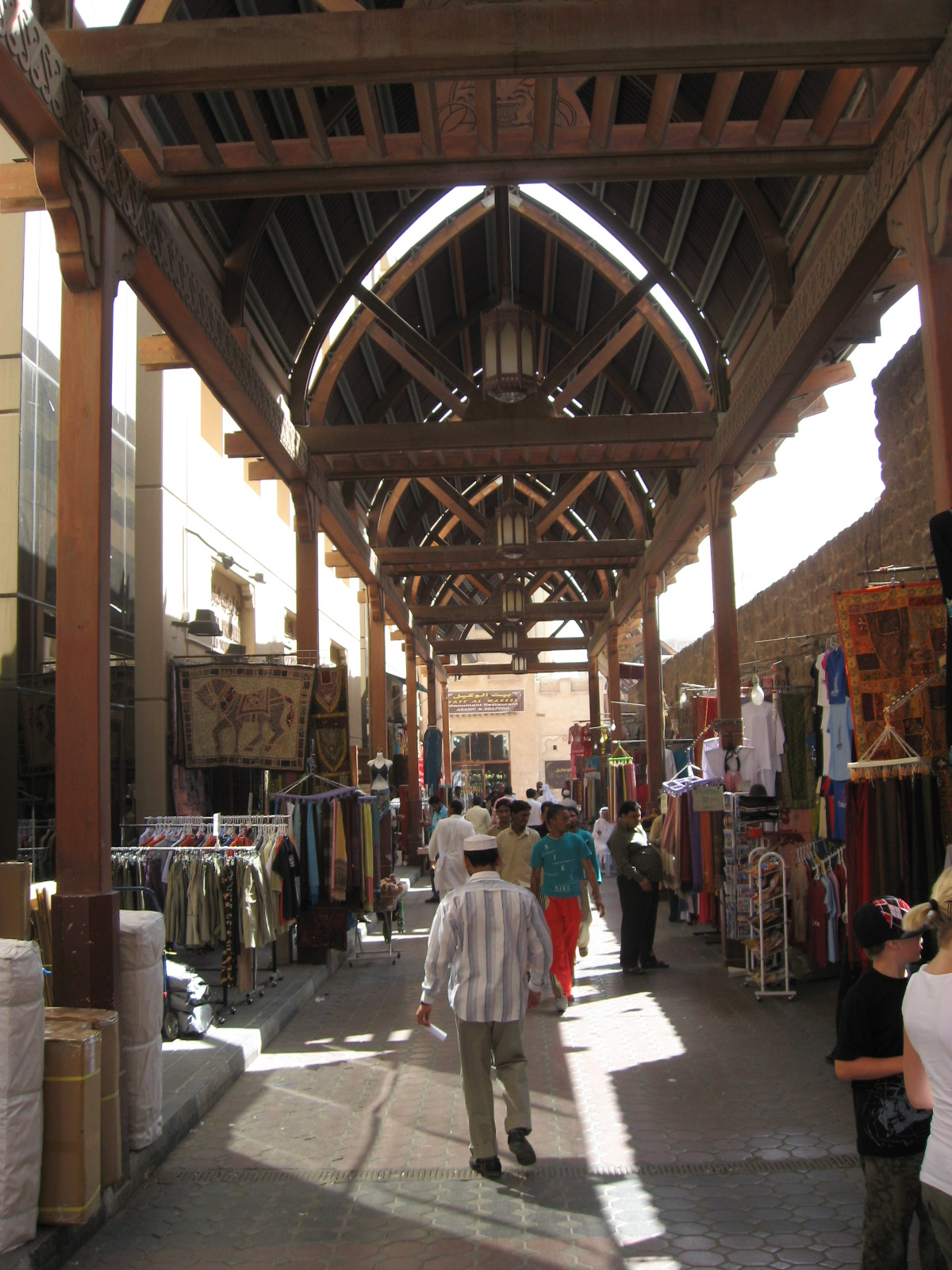
テキスタイル・スーク

テキスタイル・スーク（アラビア語: سوق الغزل والنسيج，英語: Textile Souk）は、アラブ首長国連邦のドバイのバール・ドバイ地区にあるスーク（市場）。オールド・スーク（Old Souk）やバール・ドバイ・スーク（Bur Dubai Souk）と呼ばれることもある。各国から輸入した生地を売る店が集まっていることから名付けられているが、生地のほか日用雑貨や靴、土産物などを売る店もある。
テキスタイル・スークの東側に隣接して、グランド・モスク（英語版）やドバイ唯一のヒンズー教寺院（英語版）がある。

## アクセス
- ドバイ・メトロ アル・ファヒーディ駅の北北西 約700m または アル・グバイバ駅の東 約400m
- アブラ Route-1のバール・ドバイ（Bur Dubai）渡船場前 または Route-2のドバイ・オールド・スーク（Dubai Old Souq）渡船場前

## ドバイの主なスーク
- ゴールド・スーク
- スパイス・スーク
- テキスタイル・スーク